# سوسن إسباني
سوسن إسباني نوعٌ من السوسن في إسبانيا والبرتغال. يوجد في قشقة وجنوب غرب فرنسة وجنوب إيطالية والجزائر وتونس.